# Pimecrolimus
Pimecrolimus es un medicamento que se emplea en forma de crema a una concentración del 1% para el tratamiento de la dermatitis atópica. Su uso fue autorizado en la Unión Europea en el año 2002.

## Historia
Fue descubierto por el laboratorio Novartis, pimecrolimus es un derivado de la ascomicina, sustancia producida en forma natural por la bacteria Streptomyces hygroscopicus var. ascomyceticus.

## Mecanismo de acción
El pimecrolimus es un inhibidor de la calcineurina, está emparentado con otros agentes farmacológicos que actúan por mecanismo similar, entre ellos el tacrolimus. Básicamente su función consiste es disminuir la expresión de los mediadores químicos llamados citocinas, que son liberados por las células inflamatorias en la piel de las personas que padecen dermatitis atópica. Su efecto final es inmunosupresor por disminuir la respuesta inflamatoria del organismo. El pimecrolimus inhibe la acción de la calcineurina, enzima responsable de la activación de la transcripción de la interleucina-2 (IL-2), proteína a su vez responsable de la estimulación del crecimiento y diferenciación de las células del sistema inmune conocidas como linfocitos T.

## Controversia
Existe una controversia en la comunidad científica sobre si este fármaco puede favorecer la aparición de cáncer en la piel. Se han reportado varios casos, pero no está claro se existe relación entre la aparición del mal y el empleo del medicamento.